# Janeane Garofalo
Jane Anne "Janeane" Garofalo, född 28 september 1964 i Newton, New Jersey, är en amerikansk skådespelare, ståuppkomiker och politisk aktivist (framstegsoptimist).

## Filmografi
- 1989 – Kikis expressbud (röst)
- 1991 – Middan som frös inne
- 1994 – Reality Bites
- 1994–1995 – Saturday Night Live (TV-serie)
- 1995 – Bye Bye, Love
- 1995 – Coldblooded
- 1995 – Nu och för alltid
- 1996 – The Cable Guy
- 1996 – X-Large
- 1996 – Sanningen om katter och hundar
- 1997 – Cop Land
- 1997 – MatchMaker
- 1997 – Romy & Michele – blondiner har roligare
- 1998 – Permanent Midnight
- 1998 – Killar, tjejer och hundar
- 1999 – Memory
- 1999 – Dogma
- 1999 – The Minus Man
- 1999 – Mystery Men
- 2000 – Rocky och Bullwinkle på äventyr
- 2000 – Titan A.E. (röst)
- 2000 – Good Vibrations (ej krediterad)
- 2006 – Vilddjuren (röst)
- 2007 – Råttatouille (röst)
- 2021 – The God Committee

### TV-serier (urval)
| År        | Titel                | Roll                 | Kommentar                                         |
| --------- | -------------------- | -------------------- | ------------------------------------------------- |
| 1994–1995 | Saturday Night Live  |                      |                                                   |
| 1996      | Seinfeld             | Jeannie Steinman     | 2 avsnitt: "The Invitations" och "The Foundation" |
| 1997      | Tummen mitt i handen | Tina                 | 1 avsnitt                                         |
| 1997      | I lagens namn        | Greta Heiss          | 2 avsnitt                                         |
| 1999      | Galen i dig          | Mabel Buchman        | 1 avsnitt                                         |
| 1998–2000 | Felicity             | Sally Reardon (röst) | 14 avsnitt                                        |
| 2000      | Ed                   | Liz Stevens          | 1 avsnitt                                         |
| 2003      | Hemma hos Hill       | Sheila (röst)        | 1 avsnitt                                         |
| 2004      | Kungen av Queens     | Trish                | 1 avsnitt                                         |
| 2005–2006 | Vita huset           | Louise Thornton      | 15 avsnitt                                        |
| 2007      | 2 1/2 män            | Sharon               | Avsnittet "Media Room Slash Dungeon"              |
| 2009      | 24                   | Janis Gold           | 21 avsnitt                                        |

## Utmärkelser
- 2000 – Just for Laughs - Juryns pris för The Independent
- 2001 – Slamdunk Film Festival – Lifetime Achievement Award
- 2008 – Visual Effects Society Awards – VES Award, enastående animerad karaktär i en animerad spelfilm för Råttatouille

## Politik
Janeane Garofalo blev känd som politisk aktivist i samband med sitt motstånd mot det som kom att bli Irakkriget 2003.